# Mevalonát útvonal
A mevalonát útvonal, vagy más néven HMG-CoA-reduktáz útvonal, egy biológiai rendszerekben végbemenő metabolikus folyamat, melynek egyik intermedierje a mevalonsav.

A folyamat során acetil-koenzim-A molekulából kiindulva izopentenil-5-pirofoszfát (IPP) és dimetilallil-pirofoszfát (DMAPP) képződik, melyek egy enzim, az izopentenil-pirofoszfát izomeráz segítségével egymásba alakulhatnak. Mindkét termék kiindulópontja a terpének és szteránvázas vegyületek bioszintézisének.

A DMAPP és IPP bioszintéziséhez a mevalonát útvonalon kívül létezik egy alternatív ú.n. mevalonát-független útvonal is.

|  |  |  |

## A reakció lépései
| Reakció leírása | Reakció mechanizmusa | Reakciót katalizáló enzim |
| --- | -------------------- | ------------------------- |
| 1. Az acetil-koenzim-A és az acetoacetil-konzim-A kondenzálódik, melynek eredménye a 3-hidroxi-3-metilglutaril-koenzim-A (HMG-CoA).                                                                                                  |                      | HMG-CoA-szintáz           |
| 2. A HMG-CoA α karboxilcsoportja redukálódik. A lépést katalizáló enzim kofaktora a NADPH és eredménye a mevalonát. |                      | HMG-CoA-reduktáz          |
| 3. A mevalonát foszforilálása, melynek eredménye az 5-foszfomevalonát. |                      | Mevalonát-kináz           |
| 4. Az 5-foszfomevalonát foszforilálása, melynek eredménye az 5-pirofoszfomevalonát. |                      | Foszfomevalonát-kináz     |
| 5. Az 5-pirofoszfomevalonát 3-as helyű hidroxilcsoportjának foszforilálása, melynek eredménye a 3-foszfo-5-pirofoszfomevalonát. |                      | Pirofoszfomevalonát-kináz |
| 6. A 3-foszfo-5-pirofoszfomevalonát dekarboxilezése, amely hatására az α-β szénatomok közti elektronpár elmozdul és ez a 3-as helyen lévő foszfátcsoport lelökődését eredményezi. Végül kialakul az izopentenil-5-pirofoszfát (IPP). |                      | Dekarboxiláz              |
| 7. Az izomeráz enzim átrendezi az IPP szén-szén π-kötését és kialakul a dimetilallil-pirofoszfát (DMAPP). |                      | Izomeráz                  |